# Autoridade Depositária Internacional
Através  do Tratado de Budapeste, os países signatários devem reconhecer depósitos efetuados em quaisquer Autoridades Depositárias Internacionais – IDA’s (do inglês, International Depositary Authority) – como se o depósito tivesse sido efetuado em um centro depositário do próprio país membro do Tratado. 
Uma autoridade depositária representa uma coleção de culturas reconhecida oficialmente como tal, pelo escritório de patentes do país. Tais coleções de culturas  nunca  são universais,  ou  seja,  sempre se  limitam  a um  certo  tipo ou  tipos  de microrganismos,  de acordo  com  os profissionais envolvidos  e os equipamentos disponíveis no centro depositário. Além disso,  a legislação de muitos países proíbe a entrada de materiais patogênicos ou aqueles que de alguma forma possam por em risco a saúde humana, animal ou o meio ambiente.
Considerando os dados de Setembro de 2011, existem atualmente 40 autoridades depositárias reconhecidas pelo Tratado de Budapeste distribuídas em vários países . O reconhecimento das IDAs é vinculado ao tipo de material biológico aceito por elas, já que nem todos os centros depositários possuem a capacitade de receber qualquer tipo de material biológico .
As IDAs devem atender às condições estabelecidas pelo Tratado de Budapeste (artigos 6, 7 e 8 do Tratado de Budapeste) . As principais exigências são:
• Estar localizada em país signatário do Tratado de Budapeste (artigo 6, Parágrafo 1);
• Ter uma existência contínua (artigo  6, Parágrafo 2) e no caso de cessar as suas atividades, que seja providenciada a transferência das culturas para outro centro depositário (artigo 8);
• Possuir profissionais qualificados e infra-estrutura apropriada para o exame da viabilidade de um depósito e armazenamento do depósito assegurando a sua manutenção de forma viável e não-contaminada (artigo 6, Parágrafo 2); 
• Ser imparcial e objetiva em relação a qualquer um dos depositantes (artigo 6, Parágrafo 2); 
• Estar sempre disponível para todos os depositantes (artigo 6, Parágrafo 2);
• oferecer sigilo em relação ao depósito conforme regulamentado no tratado (artigo 6, Parágrafo 2); 
• fornecer amostras de forma apropriada e eficiente aos interessados autorizados pelo detentor da patente, mediante documentação por escrito (artigo 6, Parágrafo 2);
• Ser capaz de armazenar linhagens durante um período mínimo de 30 anos ou 5 anos após o último pedido de fornecimento da amostra (o período que for maior); 
• oferecer mecanismos de segurança suficientes para minimizar perdas de amostras. 
Além dos requisitos descritos acima, o artigo 7 ainda se refere à aquisição do status de IDA, sendo necessário que a coleção candidata seja indicada oficialmente pelo país e que este aceite a responsabilidade, perante a OMPI, pelas atividades da coleção. Assim, uma coleção só será indicada se atingir um certo padrão de competência e dispuser de facilidades adequadas para exercer tal função. 

## Brasil
O Brasil não é signatário do Tratado de Budapeste, no entanto, o Centro brasileiro de materiais biológicos resultado de um termo de cooperação entre o Instituto Nacional da Propriedade Industrial (INPI) e o Instituto Nacional de Metrologia, Normalização e Qualidade Industrial (INMETRO) está em construção e será a instituição depositária de microorganismos do Brasil. 
O projeto de construção do CBMB visa atender as exigências do artigo 24 parágrafo único da Lei da Propriedade Industrial nº 9.279 (LPI), de 14 de maio de 1996: "no caso de material biológico essencial à realização prática do objeto do pedido e que não possa ser descrito na forma deste artigo e ainda que não estiver acessível ao público, o relatório deverá ser suplementado por um depósito do material em uma instituição autorizada pelo Instituto Nacional de Propriedade Industrial (INPI) ou indicada em um acordo internacional".

## Principais coleções de microoganismos do mundo

### ATCC
A coleção de microorganismos Norte americana (ATCC - American Type Culture Collection (ATCC) é um centro de recursos biológicos privado, sem fins lucrativos,  cuja missão é voltada para a aquisição, autenticação, produção, preservação, desenvolvimento e distribuição de microrganismos padrão de referência, linhagens celulares e outros materiais para pesquisa médica e biológica. Fundada em 1925 e originalmente constituída por cientistas para servir como um repositório mundial e centro de distribuição de culturas de microorganismos, o ATCC tornou-se líder mundial em pesquisa e desenvolvimento de expertise para identificar, caracterizar, preservar e distribuir uma ampla gama de linhagens de células e microorganismos. 
As coleções incluem uma ampla gama de materiais biológicos para a investigação,incluindo linhagens celulares, ferramentas de genômica molecular, microorganismos e bioprodutos. O centro depositário ainda possui uma coleção de mais de 3.400 linhagens de células humanas, animais e vegetais. A coleção genômica molecular da ATCC contém 8.000 milhões de genes clonados a partir de uma série de espécies, incluindo humanos, animais (como camundongos, ratos e macacos), plantas (como a soja) e diversos vetores de doenças. Coleção de microorganismos inclui mais de 18.000 cepas de bactérias, 2.000 tipos diferentes de vírus de animais e 1.000 vírus de plantas. Além disso, ATCC mantém coleções de protozoários, leveduras e fungos com mais de 49.000 cepas de leveduras e fungos e 2.000 cepas de protistas.

### DSMZ
A Coleção de Microrganismos da Alemanha, DSMZ (Deutsche Sammlung von Mikroorganismen und Zellkulturen GmbH), é uma organização independente, sem fins lucrativos, além de ser o Centro de Recursos Biológicos mais abrangente da Europa. Foi fundada em 1969 com objetivo de fornecer serviços científicos pela colocação de seu conhecimento à disposição dos centros de pesquisa nacionais e internacionais .
Com mais de 18.000 microorganismos, 1.200 vírus de plantas, 600 linhagens de células humanas e animais, 770 culturas de células de plantas e mais de 7.100 culturas depositadas relacionadas a patentes , a DSMZ é reconhecida internacionalmente para o depósito de microorganismos, linhagens celulares, e outros materiais biológicos que tenham sido citados na literatura científica ou que são usados em procedimentos de testes nacionais ou internacionais (cepas de referência para atender às normas de controle de qualidade ou para testes de suscetibilidade, assim como linhagens com propriedades especiais, tais como para a produção de enzimas, degradação de poluentes, etc). Outra função principal do DSMZ é atuar como um centro para o depósito de material biológico para fins de procedimento de patente sob o Tratado de Budapeste e para o depósito de material biológico de cunho confidencial.